# Delia coei
Delia coei este o specie de muște din genul Delia, familia Anthomyiidae, descrisă de Ackland în anul 1967.
Este endemică în Nepal. Conform Catalogue of Life specia Delia coei nu are subspecii cunoscute.